# Richard Thaler
Richard H. Thaler (East Orange, 12 de setembre de 1945) és un economista famós com a teòric en finances conductuals i per la seva col·laboració amb Daniel Kahneman i altres en la definició avançada en aquest camp. Es va doctorar en Ciències Econòmiques a la Universitat de Rochester el 1974. Actualment és professor a la University of Chicago Booth School of Business, i col·labora amb el "National Bureau of Economic Research".
Thaler va obtindre molta fama en el camp de la ciència econòmica publicant una columna habitual al Journal of Economic Perspectives des del 1987 fins al 1990 titulada "Anomalies", en la que documentava casos particulars de conducta econòmica que semblaven violar la teoria tradicional microeconòmica.
Kahneman va citar el seu treball conjunt amb Thaler com un dels principals factors en obtindre el Premi Nobel d'Economia del 2002, dient "El comitè em va citar per haver integrat percepcions des de la investigació psicològica a la ciència econòmica..,.. però encara no desitjo renunciar a cap crèdit per la meva contribució, he de dir que em sembla que el treball d'integració va ser realment fet principalment per Thaler i el grup de joves economistes que ràpidament van començar al seu voltant".
Thaler també ha escrit alguns llibres orientats a lectors especialitzats en el tema de les finances conductuals, incloent Quasi-rational Economics i The Winner's Curse. Aquest últim conté moltes de les seves columnes "anomalies", revisades i adaptades per a una audiència popular.
El 2017 va ser guardonat amb el Premi Nobel d'Economia. L'Acadèmia va valorar les seves contribucions a l'economia conductual.

## Publicacions

### Llibres
- Thaler, Richard H. 1992. The Winner's Curse: Paradoxes and Anomalies of Economic Life. Princeton: Princeton University Press. ISBN 0-691-01934-7.
- Thaler, Richard H. 1993. Advances in Behavioral Finance. New York: Russell Sage Foundation. ISBN 0-87154-844-5.
- Thaler, Richard H. 1994. Quasi Rational Economics. New York: Russell Sage Foundation. ISBN 0-87154-847-X.
- Thaler, Richard H. 2005. Advances in Behavioral Finance, Volume II (Roundtable Series in Behavioral Economics). Princeton: Princeton University Press. ISBN 0-691-12175-3.
- Thaler, Richard H., and Cass Sunstein. 2009 (updated edition). Nudge: Improving Decisions About Health, Wealth, and Happiness. Nova York: Penguin. ISBN 0-14-311526-X.
- Thaler, Richard H. 2015. Misbehaving: The Making of Behavioral Economics. New York: W. W. Norton & Company. ISBN 978-0-393-08094-0.

### Llibres traduïts al català
- Thaler, Richard H., Cass Sunstein. La filosofia Nudge, Traducció de Lluïsa Moreno, Columna edicions, maig 2009. ISBN 9788466410168